# Rosine Ntsa Assouga
Rosine Ntsa Assouga, née le 25 août 1998, est une lutteuse et joueuse de rugby à XV ainsi que de rugby à sept camerounaise.

## Carrière

### Carrière en lutte
Aux Jeux de la Francophonie de 2023 à Kinshasa, Rosine Ntsa Assouga dispute les épreuves de lutte africaine, remportant la médaille d'or par équipes et la médaille d'argent dans la catégorie des moins de 48 kg.
Elle obtient aux Jeux africains de 2023 à Accra la médaille de bronze dans la catégorie des moins de 50 kg. Elle est médaillée d'argent dans la même catégorie lors des Championnats d'Afrique de lutte 2024 à Alexandrie.

### Carrière en rugby à XV
La joueuse participe à un stage de l'équipe du Cameroun pour un stage de préparation à Douala en juillet et août 2021.
Rosine Ntsa Assouga, qui joue au poste de demi de mêlée, fait partie de la liste élargie de 40 joueuses sélectionnées le 29 mars 2023 en équipe du Cameroun pour un stage de préparation à la Coupe d'Afrique féminine de rugby à XV 2023 à Madagascar, une compétition qu'elle dispute en mai de la même année.

### Carrière en rugby à sept
Rosine Ntsa Assouga joue en club au Bebga Rugby Club. Elle fait partie de la liste de 19 joueuses pré-sélectionnées en équipe du Cameroun pour un stage de préparation en août 2021.